# 源長経
源 長経（みなもと の ながつね）は、平安時代中期の貴族。醍醐源氏、権大納言・源重光の子。官位は正四位下・越前守。

## 経歴
初名は明理（あきまさ）。永祚2年（990年）一条天皇の五位蔵人に補任（時に正五位下・右近衛少将）。正暦4年（993年）左近衛少将を経て、正暦6年（995年）従四位下に叙せられた。
しかし、長徳2年（996年）4月に長徳の変が発生し、藤原伊周・隆家兄弟が失脚して中関白家が没落すると、伊周の義兄弟（明理は伊周の妻の兄弟）にあたる明理も連坐して殿上の簡を削られてしまった。同年7月には本府の役に従うべしとの宣旨が下り、昇殿は聴されないものの、左少将として近衛府の役を務めた。長徳3年（997年）再び昇殿を聴されている。
長保元年（999年）左京大夫に転じ、のち皇太后・藤原遵子の皇太后宮亮を兼ねた。この間の寛弘元年（1004年）頃に長経と改名している。
その後、摂津守・備前守・越後守・讃岐守と、後一条朝では受領を歴任。治安3年（1023年）頃には修理権大夫も務めている。

## 官歴
- 時期不詳：従五位下
- 永延2年（988年） 2月27日：右近衛少将[1]
- 時期不詳：正五位下
- 永祚2年（990年） 9月1日：五位蔵人[1]
- 正暦4年（993年） 3月9日：左近衛少将[2]
- 正暦6年（995年） 正月5日：従四位下[2]
- 長徳2年（996年） 4月24日：被削殿上簡[1]。7月27日：可従本府役宣旨、不聴昇殿[1]
- 長徳3年（997年） 9月9日：昇殿[1]
- 長保元年（999年） 9月24日：左京大夫
- 寛弘元年（1004年）頃：明理から長経に改名
- 寛弘4年（1007年） 12月2日：見兼皇太后宮亮（皇太后・藤原遵子）[3]
- 長和3年（1014年） 6月17日：辞大夫[1]
- 寛仁元年（1017年） 9月14日：見摂津守[3]
- 治安3年（1023年） 9月4日：見修理権大夫[1]
- 万寿元年（1024年） 2月11日：見讃岐守[1]
- 長元3年（1030年） 8月28日：見備前守[1]

## 系譜
- 父：源重光
- 母：行明親王の娘
- 妻：藤原時方の娘
  - 長男：源経成（1009-1066）
- 妻：源簾子 - 上東門院女房大納言。源扶義の娘
  - 女子：小兵衛 - 上東門院女房
- 生母不明の子女
  - 男子：源経信
  - 男子：仁暹（1001-1067）